# Liste des maires de Saint-Fort-sur-Gironde
La liste des maires de Saint-Fort-sur-Gironde est présentée de manière chronologique.

## Les maires
| Période                                  | Période | Identité                          | Étiquette      | Qualité                                 |
| ---------------------------------------- | ------- | --------------------------------- | -------------- | --------------------------------------- |
| 1790                                     | 1792    | Comte Claude François d'Amblimont | -              | -                                       |
| 1792                                     | 1797    | Louis Chauvet                     | -              | -                                       |
| 1797                                     | 1835    | Pierre André Guichard             | -              | -                                       |
| 1835                                     | 1859    | Jean-Pierre Guichard              | -              | -                                       |
| 1859                                     | 1866    | Jean-Batiste Petit                | -              | -                                       |
| 1866                                     | 1881    | Joseph Camille Rainguet           | -              | -                                       |
| 1881                                     | 1884    | Ferdinand Petit                   | -              | -                                       |
| 1884                                     | 1905    | Marie Pierre Louis Chappare       | -              | -                                       |
| 1905                                     | 1920    | François Pierre André Guichard    | -              | -                                       |
| 1920                                     | 1924    | Édouard Chastang                  | -              | Viticulteur -                           |
| 1924                                     | 1934    | Louis Poirier                     | -              | -                                       |
| 1934                                     | 1942    | Maurice Chastang                  | -              | -                                       |
| 1942                                     | 1944    | Jean-Joseph Fitte                 | -              | -                                       |
| 1944                                     | 1945    | Renée France Chastang             | -              | -                                       |
| 1945                                     | 1965    | Guy Bourdeille                    | -              | -                                       |
| 1965                                     | 1971    | Emmanuel Audebert                 | -              | -                                       |
| 1971                                     | 1972    | Bernard Jourdain                  | -              | -                                       |
| 1972                                     | 1977    | Léon Bordet                       | -              | Chef d'entreprise -                     |
| 1977                                     | 1989    | Maurice Foliot                    | -              | Viticulteur -                           |
| 1989                                     | 2001    | Christian Bordet                  | -              | chef d'entreprise -                     |
| 2001                                     | 2008    | Daniel Renoulleau                 | -              | Retraité de l'armée de l'air -          |
| 2008                                     |         | Jean-Pierre Gervreau              | Sans étiquette | Exploitant et entrepreneur de travaux - |
| Les données manquantes sont à compléter. |         |                                   |                |                                         |

## Compléments